# Десимоне, Джозеф
Джозеф М. Десимоне (англ. Joseph M. DeSimone; род. 16 мая 1964, Норристаун, Пенсильвания) — американский химик и изобретатель. 
Член Национальных Академии наук (2012), Инженерной (2005) и Медицинской (2014) академий США, доктор философии (1990), профессор Университета Северной Каролины и Университета штата Северная Каролина.
Окончил Ursinus College (бакалавр химии, 1986). В 1990 году получил степень доктора философии по химии в Политехническом университете Виргинии.
В 1990-1994 гг. ассистент-профессор, в 1995 г. ассоциированный профессор, в 1996-1999 гг. профессор, в 1999-2008 гг. заслуженный профессор химии Университета Северной Каролины в Чапел-Хилл.
Основатель компании Carbon3D в Кремниевой долине.
Член Американской академии искусств и наук (2005), фелло Американской ассоциации содействия развитию науки (2006), член Национальной академии изобретателей США (2013).
Женат с 1986 года, двое детей.

## Награды и отличия
Лауреат более 50 научных премий и наград.
- Стипендия Слоуна (1998)
- Медаль Джона Скотта (2002)
- Премия Лемельсона (2008)[6]
- Пионерская премия директора Национального института здравоохранения США (2009)
- Harrison Howe Award, Рочестерская секция Американского химического общества (2011)
- Премия Уолстона Чабба за инновации (2012)
- Медаль Индустриального исследовательского института[англ.] (IRI) (2014)
- Премия Кэтрин Хэш за успехи в предпринимательстве Американского химического общества (2014)
- Премия Диксона от Университета Карнеги-Меллон (2014)
- Kabiller Prize in Nanoscience and Nanomedicine[англ.] (2015)[7]
- Национальная медаль США в области технологий и инноваций (2015)[8]
- Heinz Award[англ.] (2017)
- Raymond and Beverly Sackler Prize in Convergence Research[нем.] (2018)
- Медаль Вильгельма Экснера (2019)
- Премия Харви (2020)
- Charles Goodyear Medal[англ.] (2021)